# União das Freguesias de Barreiros e Cepões
União das Freguesias de Barreiros e Cepões, kürzer Barreiros e Cepões, ist eine Gemeinde (Freguesia) im Kreis (Concelho) von Viseu in Portugal.
In der Gemeinde leben 1.584 Einwohner auf einer Fläche von 35,19 km² (Stand nach Zahlen von 2011).
Die Gemeinde entstand im Zuge der Gebietsreform in Portugal am 29. September 2013 durch Zusammenlegung der bisherigen Gemeinden Barreiros und Cepões. Barreiros wurde Sitz der neuen Gemeinde.